# Nationalpark Aconquija
Der Nationalpark Aconquija liegt im Westen der argentinischen Provinz Tucumán. Er ging 2018 aus dem mit 180 km² wesentlich kleineren Vorgängerpark Campo de los Alisos hervor.

## Geographie
Der Park liegt in der Sierra del Aconquija – einem Teilgebirge der Sierras Pampeanas, die zu den östlichsten Vorgebirgen der Anden gehören – westlich der Stadt Concepción.

## Ökosystem
Er schützt vor allem die Ökosysteme der südlichen Yungas und des Hochgebirges sowie die Übergangszone zwischen beiden. Ausgehend vom Gran Chaco am Fuße der Anden, über immerfeuchte subtropische Bergregen- und Nebelwälder, erstreckt sich über das Ökosystem der Altiplano bis hinauf auf die schneebedeckten Gipfel der Nevados del Aconquija. Auf der westlichen Seite der Bergkette geht die Vegetation bereits in die Wüstenvegetation der im Regenschatten liegenden Andentäler über. Das Ökosystem beherbergt über 2000 Gefäßpflanzen.
Zur Fauna des Parks gehört die typische Tierwelt der Yungas, des Gran Chaco und der Anden. Darunter der Südliche Tamandua, Nabelschweine und Tarukas.